# エコー (テレビドラマ)
『エコー』（原題: Echo）は、2024年1月から配信が開始されたマーベル・スタジオ製作の全5話よりなるドラマ作品で、『ホークアイ』（2021年）に初登場したキャラクターのエコーを主人公としたスピンオフ作品である。

## 概要
マーベル・スタジオ製作のマーベル・シネマティック・ユニバース（MCU）のテレビシリーズとしては10番目に当たり、フランチャイズの映画作品と連続性を共有し、シリーズ『ホークアイ』（2021年）のスピンオフである。物語はマヤ・ロペスが過去と向き合い、ネイティブ・アメリカンのルーツに繋がり、家族とコミュニティを受け入れる必要がある故郷へ帰る様子を描く。脚本・製作総指揮はマリオン・デイアで、監督はシドニー・フリーランドとカトリオナ・マッケンジーが務める。シリーズは20世紀フォックステレビも製作している。
『ホークアイ』からマヤ・ロペス / エコー役をアラクア・コックス、マヤの父をザーン・マクラーノンが再演するほか、デヴァリー・ジェイコブス、グレアム・グリーン、チャスク・スペンサー、タントゥー・カーディナルらが出演する。
エコーは、2024年1月にDisney+で全5話が一挙に独占配信された。これはMarvel Studiosによる初のHuluでのテレビ放送と、TV-MAのレーティングを受ける作品となる。また、これはMCUのフェイズ・ファイブの一環であり、「マーベル・スポットライト」バナーの下での最初のシリーズとなる。

## ストーリー
『ホークアイ』のニューヨークでの出来事の後、マヤ・ロペスは故郷のオクラホマに戻る。そこで彼女は過去と向き合い、ネイティブ・アメリカンのルーツに再び繋がり、家族とコミュニティを受け入れる必要がある。

## 登場人物
マヤ・ロペス / エコー
演 - アラクア・コックス
チョクトー族ルーツを持つ、右足が義足であり、聴覚障害のある聾者で、トラックスーツ・マフィアの元リーダー。
ウィルソン・フィスク / キングピン
演 - ヴィンセント・ドノフリオ
日本語吹替 - 玄田哲章
ニューヨークの犯罪王で、ロペスの養父であり、父親を殺した張本人。マヤに銃撃され、左目を負傷した。
ヘンリー
演 - チャスク・スペンサー
日本語吹替 - 高橋英則
チュラ
演 - タントゥー・カーディナル
日本語吹替 - 宮寺智子
スカリー
演 - グレアム・グリーン
日本語吹替 - 小林操
ビスケッツ
演 - コディ・ライトニング
日本語吹替 - 落合福嗣
マット・マードック / デアデビル
演 - チャーリー・コックス
日本語吹替 - 内田夕夜
ヘルズ・キッチン出身の盲目の弁護士で、夜は仮面の正義の味方として活動し、元同盟者を探している。
ボニー
演 - デヴァリー・ジェイコブス
日本語吹替 - 櫻庭有紗
"強靭で意志の強い"人物。
ウィリアム・ロペス
演 - ザーン・マクラーノン
日本語吹替 - バトリ勝悟
マヤの故父で、トラックスーツ・マフィアの元指導者。

## 製作
2021年3月、マーブルスタジオが『ホークアイ』のスピンオフ作品の制作に動いており、アラクア・コックスが演じるエコーを主演に、イータン・コーエンとエミリー・コーエンが脚本と製作総指揮をするとバラエティ誌が報じた。シリーズは2021年11月に正式に発表され、マリオン・デイアがヘッドライターを務めることが明らかにされ、シドニー・フリーランドが2022年3月までに監督することが決定した。撮影は2022年4月下旬から8月下旬にかけて行われ、アトランタ都市圏内のアトランタ、ピーチツリー・シティ、ソーシャル・サークル、グラントビルで行われた。5月にはマーベルがさらなるキャストを公開し、カトリオナ・マッケンジーがシリーズの監督も務めることが明らかにされた。
『エコー』は2024年1月10日にDisney+とHuluで同時に全エピソードが公開され、全5エピソードで構成される予定である。このシリーズは、Marvel Studiosの過去のシリーズが週単位で放送されたのに対し、全エピソードを一度に公開する初めての作品である。このシリーズはもともと2023年中盤に公開される予定であったが、デイアは2022年12月にシリーズがその約1年後に公開される可能性が高いと述べ、遅くとも2023年末のプレミア公開を示唆した。その後、Marvel Studiosは公式に2023年11月29日に公開を発表したが、2023年9月に2024年1月公開に延期された。

### キャスティング
2021年3月、アラクア・コックスがシリーズに再出演することが予想され、シリーズの開発が発表された際に確認された。これは、2021年11月のDisney+ Dayでのシリーズの公式発表で裏付けられた。2021年8月までに、シリーズのキャスティングが進行中であり、Marvel Studiosは聴覚障害のあるネイティブアメリカンまたはラテン系の女性をキャスティングする意向だった。2022年4月、ヴィンセント・ドノフリオとチャーリー・コックスがシリーズに参加することが明らかになり、以前のMCU作品でウィルソン・フィスク / キングピンおよびマット・マードック / デアデビル役で再演することが発表された。その月の終わりまでに、デヴリー・ジェイコブスが非公開の役柄にキャスティングされ、シリーズの主役であるジュリーと報じられたが、『Deadline Hollywood』は彼女を「強靭で意志の強い」と形容した。2022年5月、Marvelはジェイコブスのキャスティングを確認し、チャスク・スペンサー、タントゥ・カーディナル、コディ・ライトニング、グラハム・グリーンもシリーズに出演することを発表した。ザーン・マクラーノンは『ホークアイ』からエコーの父親であるウィリアム・ロペス役を再演することが明らかになった。チャーリー・コックスとドノフリオは2022年7月にシリーズに再出演することが確認された。2023年9月、シリーズの米国著作権局への申請により、スペンサーがヘンリー役、カーディナルがチューラ役、グリーンがスカリー役、ライトニングがカズン・ビスケット役、ジェイコブスがボニー役を演じることが明らかになった。
2022年4月までに、Marvel Studiosは特にネイティブアメリカンを含む背景パフォーマーとエキストラをキャスティングする意向であり、2つの波の撮影のために役者を募集していた。最初のグループは約30人で、「中核グループ」として町の人々を演じる予定だった。

### 音楽
2023年2月時点で、マト・ワユヒがシリーズのスコアを制作していることが報告された。

### マーケティング
アラクア・コックス、ドノフリオ、ジェイコブス、グリーン、コディ・ライトニング、チャスク・スペンサーは、2022年のD23エキスポでシリーズの初映像を披露した。Colliderのエイダン・ケリーは、その映像がシリーズのトーンを完璧に設定し、ロペスのネイティブアメリカンの遺産が際立つことを明確にしたと述べた。ケリーはまた、映像がロペスを「一言も発せずにカリスマ性を放ちながら、完全なバッドアスになるのを示している」と述べた。最初の予告編は2023年11月3日に公開された。Polygonのマイケル・マクワートはその映像を「衝撃的に暴力的」と評し、一瞬のデアデビルのカメオ出演も指摘した。1日後には、最初の2エピソードがチョクトー・ネーションの年次パウワウで上映され、フリーランドもQ&Aに参加した。